# Perfil (álbum de Adriana Calcanhotto)
Perfil é uma coletânea de sucesso da cantora e compositora Adriana Calcanhotto lançado em 2001 pela gravadora Som Livre dentro da série Perfil. Contém os sucessos: "Devolva-me", "Mentiras", "Senhas", "Vambora", "Esquadro" e "Maresia". É, até hoje, o álbum mais vendido da série Perfil, segundo informações da Som Livre, tendo sido certificado com disco de platina duplo (500,000 cópias vendidas).

## Faixas
| N.º | Título                     | Compositor(es)                              | Duração |  |
| 1.  | "Devolva-me"               | Renato Barros, Lílian Knapp                 | 2:37    |  |
| 2.  | "Mais feliz"               | Cazuza, Bebel Gilberto, Dé                  | 3:56    |  |
| 3.  | "Inverno"                  | Antônio Cícero                              | 4:39    |  |
| 4.  | "Mentiras"                 | Adriana Calcanhotto                         | 2:58    |  |
| 5.  | "Esquadros"                | Adriana Calcanhotto                         | 3:08    |  |
| 6.  | "Cariocas"                 | Adriana Calcanhotto                         | 3:15    |  |
| 7.  | "Vambora"                  | Adriana Calcanhotto                         | 4:13    |  |
| 8.  | "Por Isso Eu Corro Demais" | Roberto Carlos                              | 2:54    |  |
| 9.  | "Maresia"                  | Antônio Cícero, Paulo Machado               | 4:09    |  |
| 10. | "Metade"                   | Adriana Calcanhotto                         | 3:23    |  |
| 11. | "Senhas"                   | Adriana Calcanhotto                         | 3:36    |  |
| 12. | "Marina"                   | Dorival Caymmi                              | 2:53    |  |
| 13. | "Naquela estação"          | Ronaldo Bastos, João Donato, Caetano Veloso | 4:40    |  |